# Sundara lautereri
Sundara lautereri är en insektsart som beskrevs av Irena Dworakowska 1977. Sundara lautereri ingår i släktet Sundara och familjen dvärgstritar.
Artens utbredningsområde är Vietnam. Inga underarter finns listade i Catalogue of Life.